# Charvonnex
Charvonnex és un municipi francès situat al departament de l'Alta Savoia i a la regió d'Alvèrnia-Roine-Alps. L'any 2007 tenia 952 habitants.

## Demografia

### Població
El 2007 la població de fet de Charvonnex era de 952 persones. Hi havia 356 famílies de les quals 72 eren unipersonals (36 homes vivint sols i 36 dones vivint soles), 104 parelles sense fills, 169 parelles amb fills i 11 famílies monoparentals amb fills.
La població ha evolucionat segons el següent gràfic:
Habitants censats

### Habitatges
El 2007 hi havia 395 habitatges, 357 eren l'habitatge principal de la família, 12 eren segones residències i 27 estaven desocupats. 276 eren cases i 118 eren apartaments. Dels 357 habitatges principals, 289 estaven ocupats pels seus propietaris, 51 estaven llogats i ocupats pels llogaters i 17 estaven cedits a títol gratuït; 2 tenien una cambra, 26 en tenien dues, 53 en tenien tres, 92 en tenien quatre i 184 en tenien cinc o més. 325 habitatges disposaven pel capbaix d'una plaça de pàrquing. A 109 habitatges hi havia un automòbil i a 228 n'hi havia dos o més.

### Piràmide de població
La piràmide de població per edats i sexe el 2009 era:
| Homes | Edats   | Dones |
| ----- | ------- | ----- |
| 0     | 95 o +  | 0     |
| 0     | 90 a 94 | 0     |
| 4     | 85 a 89 | 0     |
| 4     | 80 a 84 | 8     |
| 12    | 75 a 79 | 8     |
| 8     | 70 a 74 | 12    |
| 12    | 65 a 69 | 12    |
| 24    | 60 a 64 | 24    |
| 44    | 55 a 59 | 36    |
| 52    | 50 a 54 | 44    |
| 32    | 45 a 49 | 16    |
| 24    | 40 a 44 | 32    |
| 20    | 35 a 39 | 24    |
| 24    | 30 a 34 | 12    |
| 40    | 25 a 29 | 12    |
| 20    | 20 a 24 | 12    |
| 28    | 15 a 19 | 12    |
| 40    | 10 a 14 | 4     |
| 32    | 5 a 9   | 32    |
| 16    | 0 a 4   | 8     |

## Economia
El 2007 la població en edat de treballar era de 597 persones, 474 eren actives i 123 eren inactives. De les 474 persones actives 449 estaven ocupades (241 homes i 208 dones) i 25 estaven aturades (9 homes i 16 dones). De les 123 persones inactives 41 estaven jubilades, 54 estaven estudiant i 28 estaven classificades com a «altres inactius».

### Ingressos
El 2009 a Charvonnex hi havia 392 unitats fiscals que integraven 1.069 persones, la mediana anual d'ingressos fiscals per persona era de 22.565 €.

### Activitats econòmiques
Dels 67 establiments que hi havia el 2007, 2 eren d'empreses extractives, 1 d'una empresa alimentària, 12 d'empreses de fabricació d'altres productes industrials, 14 d'empreses de construcció, 17 d'empreses de comerç i reparació d'automòbils, 3 d'empreses de transport, 2 d'empreses d'hostatgeria i restauració, 1 d'una empresa d'informació i comunicació, 3 d'empreses financeres, 1 d'una empresa immobiliària, 6 d'empreses de serveis, 2 d'entitats de l'administració pública i 3 d'empreses classificades com a «altres activitats de serveis».
Dels 16 establiments de servei als particulars que hi havia el 2009, 2 eren tallers de reparació d'automòbils i de material agrícola, 1 autoescola, 3 paletes, 5 guixaires pintors, 2 fusteries, 2 electricistes i 1 restaurant.
Dels 5 establiments comercials que hi havia el 2009, 1 era una botiga de menys de 120 m², 1 una botiga de roba, 1 una sabateria, 1 una botiga d'electrodomèstics i 1 una botiga de material de revestiment de parets i terra.
L'any 2000 a Charvonnex hi havia 7 explotacions agrícoles.

## Equipaments sanitaris i escolars
El 2009 hi havia una escola elemental.

## Poblacions més properes
El següent diagrama mostra les poblacions més properes.